# 922

## Události
- Vpád bavorského vévody Arnulfa do Čech

## Narození
- Liutprand – lombardský biskup a historik

## Úmrtí
- Al-Halládž – súfijský mistr a první mučedník súfismu

## Hlavy států
- České knížectví – Václav I., regentství (?) Drahomíra
- Papež – Jan X.
- Anglické království – Eduard I. Starší
  - Mercie – Eduard I. Starší
- Skotské království – Konstantin II. Skotský
- Východofranská říše – Jindřich I. Ptáčník
- Západofranská říše – Karel III., Robert I. Francouzský
- Uherské království – Zoltán
- První bulharská říše – Symeon I.
- Byzanc – Konstantin VII. Porfyrogennetos